# Lyrisches Ich
Der Ausdruck lyrisches Ich (manchmal auch: generisches Ich) bezeichnet in einer Traditionslinie der Literaturwissenschaft den fiktiven Sprecher oder die Stimme eines Gedichts oder Liedes (Lyrik). Ursprünglich eingeführt zur Unterscheidung des formalen bzw. lyrischen Ichs von einem realen bzw. empirischen Ich, ist es bis in die Gegenwart immer wieder gleichgesetzt worden mit der Identität des Autors, mit der Authentizität des Ausgesagten sowie mit dem rezeptiven Nacherleben desselben. Der Begriff wurde und wird noch immer äußerst kontrovers behandelt.

## Begriffsgeschichte
Ursprünglich wurde der Begriff 1910 von Margarete Susman (in Das Wesen der modernen deutschen Lyrik) als Abgrenzung vom Autor bzw. empirischen Ich eingeführt. Das lyrische Ich bezeichnet bei Susman die Form eines Ichs, die der Autor aus seinem gegebenen Ich erschafft: Das lyrische Ich ist also „kein Ich im real empirischen Sinne, sondern […] Ausdruck, […] Form eines Ich.“ Das lyrische Ich, „die objektive Form des Ich sein“, wird also vom empirischen Ich, dem Subjekt, dem Autor, geschaffen. Susmans Verständnis des lyrischen Ichs tendiert bereits in Richtung zukünftiger Versuche, die Trennung von empirischem und lyrischen Ich begrifflich zu erfassen.
In den 1920er Jahren wurde der Begriff von Oskar Walzel übernommen und differenziert. Er hat die „Bedeutung des Ich in der Lyrik relativiert“, indem er „auf die Rolle der anderen Personalpronomina hinweist“ und von einer „Du“- oder „Er“-Lyrik spricht. Je nachdem, ob Lyrik in Einzahl oder Mehrzahl spricht und in welcher Person (der ersten, zweiten oder dritten), ergeben sich verschiedene Möglichkeiten.
Gegen diese Sichtweise wendet sich Käte Hamburger in den 1950er Jahren und ebenso Emil Staiger in der idealistischen Tradition des Erlebnis- und Stimmungsbegriffs und der Orientierung an klassisch-romantischer Lyrik. Sie definiert den Begriff des lyrischen Ichs als Erlebnissubjekt des Autors, als Authentizität des poetischen Ichs und des Erlebten, und als reales Nacherleben dieser Beziehung von Subjekt und Objekt durch den Rezipienten.

## Auseinandersetzung mit dem Begriff der Literaturwissenschaft
Für die Literaturwissenschaft bedeutete die Einführung des Begriffs des lyrischen Ichs daher ursprünglich eine Abwendung von der biographischen Lesart von Literatur durch eine Unterscheidung von Autor und fiktivem Sprecher (siehe Susman). Allerdings hat sich diese Bedeutung auch in ihr Gegenteil gewandelt und verweist dann gerade auf eine im erlebnisästhetischen Sinn ‚dichterische‘, d. h. gefühlsbetonte, scheinbar besonders authentische ‚Stimmung‘ des Autor-und-Gedicht-Ichs (siehe Hamburger). Burdorf rät, „diesen Begriff fallenzulassen und das Problem mit einer neuen Begrifflichkeit anzugehen“. Über die strukturalistischen Ansätze und spätere Versuche einer systematischen Bestimmung formaler und inhaltlicher Elemente von Erzähltexten sind inzwischen differenziertere Analysemittel vorgeschlagen worden, um den bzw. die Sprecher eines Textes zu bestimmen und einen textexternen Autor von textinternen Figuren zu unterscheiden. Beispielsweise schlägt Burdorf ein Schema der Instanzen vor. Dabei trennt er den empirischen Autor vom Gedicht. Innerhalb des Gedichts unterscheidet er das Textsubjekt bzw. den abstrakten Autor vom artikulierten Ich. Alternativbegriffe, wie das sprechende Ich oder das artikulierte Ich, sollten nur dann eingesetzt werden, wenn das Personalpronomen „ich“ oder entsprechende Deklinationsformen im Text auftauchen, und in keinem Zusammenhang mit dem Autor der jeweiligen Texte stehen.

## Beispiel
An Luise

Ich wollt in Liedern oft dich preisen,

Die wunderstille Güte,

Wie du ein halbverwildertes Gemüte

Dir liebend hegst und heilst auf tausend süße Weisen,

Des Mannes Unruh und verworrnem Leben

Durch Tränen lächelnd bis zum Tod ergeben.

Doch wie den Blick ich dichtend wende,

So schön still in stillem Harme

Sitzt du vor mir, das Kindlein auf dem Arme,

Im blauen Auge Treu und Frieden ohne Ende,

Und alles laß ich, wenn ich dich so schaue –

Ach, wen Gott lieb hat, gab er solche Fraue!
In diesem Gedicht wird vier Mal ich gesagt, einmal mir. Eine biographische Interpretationsweise würde nun im Leben des Dichters nach einer Luise suchen und das Gefühl, das im Gedicht zum Ausdruck kommt, auf eine bestimmte Situation im Leben des Dichters zu übertragen versuchen. Dies wäre an und für sich eine mögliche Interpretationsweise, da Luise der Kosename von Eichendorffs Frau Aloysia war. Diese heiratete er 1815 und sie gebar im selben Jahr ihr erstes gemeinsames Kind.
Isoliert man jedoch das lyrische Ich von der realen Person des Autors, wird auch eine andere Interpretationsweise möglich. Denn das lyrische Ich spricht davon, seine Angebetete „in Liedern oft“ preisen zu wollen; „doch wie den Blick ich dichtend wende,/ (...) alles lass ich, wenn ich dich so schaue“. Dies könnte bedeuten, dass das lyrische Ich die Dichtung angesichts der angebeteten Frau aufgibt, die das ‚halbverwilderte Gemüt‘ des Sprechers ‚hegt und heilt‘. Nicht so der Autor Eichendorff: Er schreibt ein Gedicht und wäre schon deshalb nicht mit dem lyrischen Ich des Gedichts identisch. Zugespitzt gesagt: Hätte Eichendorff in diesem Moment getan, was das lyrische Ich sagt: „Und alles lass ich, wenn ich dich so schaue“, hätte er das Gedicht nicht geschrieben.
Da man den Autor selbst nicht fragen kann, sollte man das lyrische Ich zunächst vom Autor trennen und als eine fiktive Figur ansehen, die dazu dient, die Figur des Dichters der (ebenso fiktiven) Figur der Frau gegenüberzustellen. Dadurch wird der Dichtung eine bestimmte Rolle und Haltung zugewiesen. Damit ist über Eichendorffs eigenes Verhalten und über die reale Rolle der Dichtung noch nichts gesagt. Es kann jedoch auch wieder auf den historischen Autor rückbezogen werden, wenn man sich seiner Biographie annimmt.

## Bedeutung und Kritik des Begriffs in der Literaturwissenschaft
Die autorbezogene, biographische Ausdeutung von Literatur war insbesondere in der idealistischen Literaturwissenschaft des 19. Jahrhunderts häufig anzutreffen und auch im 20. Jahrhundert verbreitet; auf eine philosophisch-theoretische Grundlage gestellt wurde sie beispielsweise durch Wilhelm Dilthey. Speziell Gedichte (aber auch andere Kunstgattungen) wurden in dieser Lesart primär als Ausdruck eines authentischen, biographischen Erlebnisses des Autors interpretiert und dieses daran oft mit biographischen Fakten zu rekonstruieren versucht, ohne dass der literarische Kunstcharakter – Metrik, innere Selbstbezüglichkeit, intertextuelle und gattungstheoretische Rückbindung usw. – ausreichend im Sinne einer Eigenkennzeichnung von Fiktionalität (also Künstlichkeit statt Authentizität) berücksichtigt wurde.
Diese biographistische Textinterpretation lässt sich aus kulturhistorischer und soziologischer Perspektive beispielsweise zurückführen auf den europäischen Humanismus der frühen Neuzeit, auf gesellschaftliche Differenzierung, Individualisierung und Subjektivierung. Autorzentrierung, Genieästhetik, Schleiermachers divinatorische Hermeneutik und das postklassische Epigonentum wären als exemplarische Folgen dieser Entwicklung in der Rezeption von Literatur zu nennen und damit als Teilursachen der institutionalisierten biographischen Literaturinterpretation.
Biographische Deutungen von Literatur sind nicht per se abwegig, werden ihr jedoch als Kunstform bzw. als kulturelles Artefakt selten gerecht. Eine systematische Kritik der biografischen Interpretation von Literatur wurde zuerst von den russischen Formalisten zu Beginn des 20. Jahrhunderts entwickelt. Der strukturalistischen Auffassung nach lässt sich Literatur in ihrer Eigenart nur begreifen, wenn man sich in erster Linie ihren Kunstcharakter vor Augen führt. Kunst wäre demnach eben deshalb Kunst, weil sie vom biographisch-alltäglichen Erleben abhebt und dieses formal umgestaltet. Infolge des Strukturalismus wird Literatur heute als potentiell weitgehend autonome Kunstform verstanden.